# ساندر ساجوسين
ساندر ساجوسين (بالنرويجية: Sander Sagosen) مواليد 14 سبتمبر 1995 في تروندهايم، هو لاعب كرة يد نرويجي يلعب كوسط مدافع. يلعب حاليا مع نادي آلبورغ لكرة اليد ويحمل الرقم 5. مثل منتخب النرويج لكرة اليد.

## المسيرة الاحترافية
لعب مع نادي هاسلم لكرة اليد في موسم 2013–2014، ثم لعب مع نادي آلبورغ لكرة اليد في الدوري الدنماركي من سنة 2014 إلى 2017، ثم لعب مع نادي باريس سان جيرمان لكرة اليد في الدوري الفرنسي في سنة 2017.

## سجل المنافسة
شارك في البطولات التالية:
- بطولة أوروبا لكرة اليد للرجال 2014
- بطولة أوروبا لكرة اليد للرجال 2016

## روابط خارجية
- ساندر ساجوسين على موقع الاتحاد الدولي لكرة اليد (الإنجليزية)
- ساندر ساجوسين على موقع الاتحاد الأوروبي لكرة اليد (الإنجليزية)
- ساندر ساجوسين على موقع الاتحاد النرويجي لكرة اليد (النرويجية)
- ساندر ساجوسين على موقع الاتحاد الفرنسي لكرة اليد (الفرنسية)
- ساندر ساجوسين على موقع نادي كيل لكرة اليد (الألمانية)
- ساندر ساجوسين على موقع اللجنة الأولمبية الدولية (الإنجليزية)
- ساندر ساجوسين على موقع أوليمبيديا (الإنجليزية)